# Caligus rectus
Caligus rectus är en kräftdjursart som beskrevs av Arthur Sperry Pearse 1952. Caligus rectus ingår i släktet Caligus och familjen Caligidae. Inga underarter finns listade i Catalogue of Life.